# Étienne Berne-Bellecour
Pour les articles homonymes, voir Berne-Bellecour, Berne (homonymie) et Bellecour.
Étienne Berne-Bellecour ou Étienne Prosper Berne-Bellecour, né le 29 juillet 1838 à Boulogne-sur-Mer et mort le 29 novembre 1910 à Paris, est un photographe, peintre, graveur et illustrateur français.

## Biographie
Étienne Prosper Berne est le fils de Louise Éléonore Jouard et d'Étienne Berne, artiste dramatique.
Il entre à l'École des beaux-arts de Paris en 1856, où il est élève d'Émile Signol, de François-Édouard Picot et de Félix-Joseph Barrias. Il concourt, sans succès, pour le prix de Rome en 1859. Il collabore aux journaux illustrés, puis se tourne, dans les années 1864 à 1870, vers la photographie en s'associant à Michel Berthaud, sous l'enseigne « Helios », sans pour autant renoncer à la peinture.
Il épouse Jeanne Victorine Alice Vibert, fille de Théodore Vibert et sœur du peintre et dramaturge Jean-Georges Vibert, le 15 décembre 1864 à Paris. Le couple a neuf enfants : Félix, Juliette (mère de Jean Debucourt), Georges, Lucienne, Étienne, Jean-Jacques, Rosine (mère d'Alice Boutaric qui épousera Émile Durin), Marie-Paule et Louis.
Il s'engage lors de la guerre de 1870 dans le corps franc des tirailleurs de la Seine et est décoré de la médaille militaire. Compagnon d'Édouard Detaille et d'Alphonse de Neuville, il peint durant le conflit de nombreux tableaux de bataille dont les plus célèbres restent Les Tirailleurs de la Seine au combat de Malmaison (1874), Le Prisonnier et Défense d'un pont.
Il compose avec Jean-Georges Vibert un divertissement, La Tribune mécanique, cours d'éloquence parlementaire qui sera jouée par Jules Brasseur au théâtre du Palais-Royal en 1872.
Un de ses fils, Jean-Jacques Berne-Bellecour (1874-1939), est également un peintre militaire.
On peut rattacher à son école des peintres comme Eugène Berthelon (1829–1914) et Marie-Désiré Bourgoin (1839-1912).
Berne-Bellecour achète en 1867 le château d'Égreville, alors en état de ruine. Il le restaure et s'y installe à la fin de sa vie. En 1899, il vend cette propriété à son ami Jules Massenet.
Il meurt le 29 novembre 1910 à son domicile du 24, rue Ampère, dans le 17e arrondissement de Paris.

## Récompenses et distinctions
- Chevalier de la Légion d'honneur, 11 juillet 1878.
- Médaille militaire, le 7 septembre 1871[9].
- Médaille en 1869, médaille de 3e classe en 1872, médaille de 3e classe à l'Exposition universelle de 1878, médaille d'argent à l'Exposition universelle de 1889, médaille de bronze à l'Exposition universelle de 1900[10].

## Œuvres
- Les Grandes chaleurs, 1868.
- L'Amoureux, 1869.
- Le Désarçonné, 1869.
- Après la Procession, 1870.

- Pièce d'artillerie lourde française au siège de Paris en 1870-1871, 1872, huile sur toile, réplique autographe du tableau Un coup de canon présenté au Salon de 1872, Paris, musée de l'Armée[11].
- Un nid d'amoureux, 1872.
- Le Jour des fermages, 1873.
- L'Attaque, 1874.
- Le Prétendu, 1874.
- Un matin d'été, 1874.
- Tirailleurs au combat de la Malmaison, 1875.
- La Desserte, 1876.
- Dans la tranchée, 1877.
- Un officier de mobile, 1878.
- Sur le terrain de duel, 1879.
- Attaque du château de Montbéliard, 1870-1871, 1881.
- Embarquement de cuirassiers, 1882.
- Le Prisonnier, 1882.
- Un point stratégique, 1882.
- Soldats au repos, 1883.
- Un débarquement marine, 1884.
- Abdication de Napoléon à Fontainebleau, 1885.
- Au mouillage, 1888.
- Portrait du duc de la Rochefoucauld d'Estissac, 1890.
- Zouave à la fontaine, 1890.
- Aux armes, 1891.
- Chez l'habitant, 1891.
- Piquets de garde, vers 1891, New York, Brooklyn Museum.
- Artilleur à cheval en tenue de campagne, 1893, Belfort, musée d'Histoire et d'Archéologie.
- Pour son pays, 1896.
- Le Sellier de la batterie, 1897.
- Contre-temps, 1898.
- Deux camarades, 1898.
- Manœuvres d'artillerie, 1899.
- Un arrêt sur la route, 1904.
- Une lettre de la maison, 1905.
- Un officier français, 1909.
- Chemin vieux en Normandie.
- Étude pour le panorama du siège de Belfort, Belfort, musée d'Histoire et d'Archéologie.
- La Plage de Trouville.
- Le Tambour.
- Le Baiser, aquarelle.
- Un incident dans la guerre franco-prussienne.
- Vue sur la côte de Normandie.

Œuvres d'Étienne Berne-Bellecour
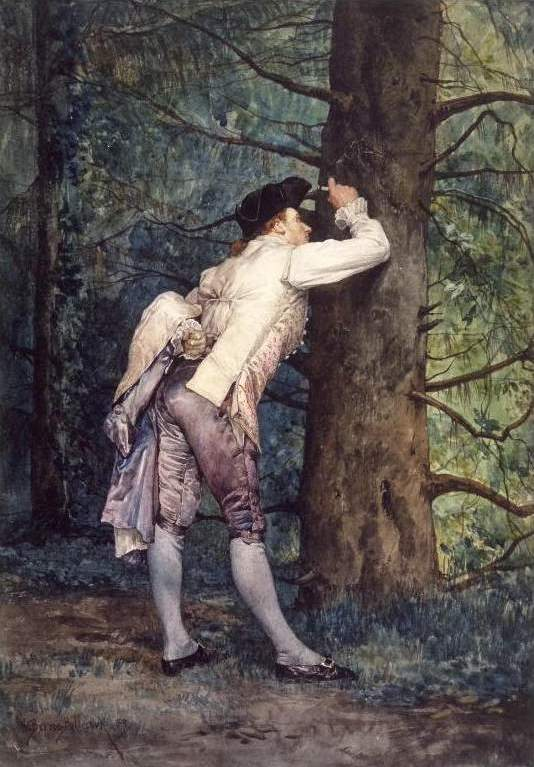
L'Amoureux (1869), New York, Brooklyn Museum.
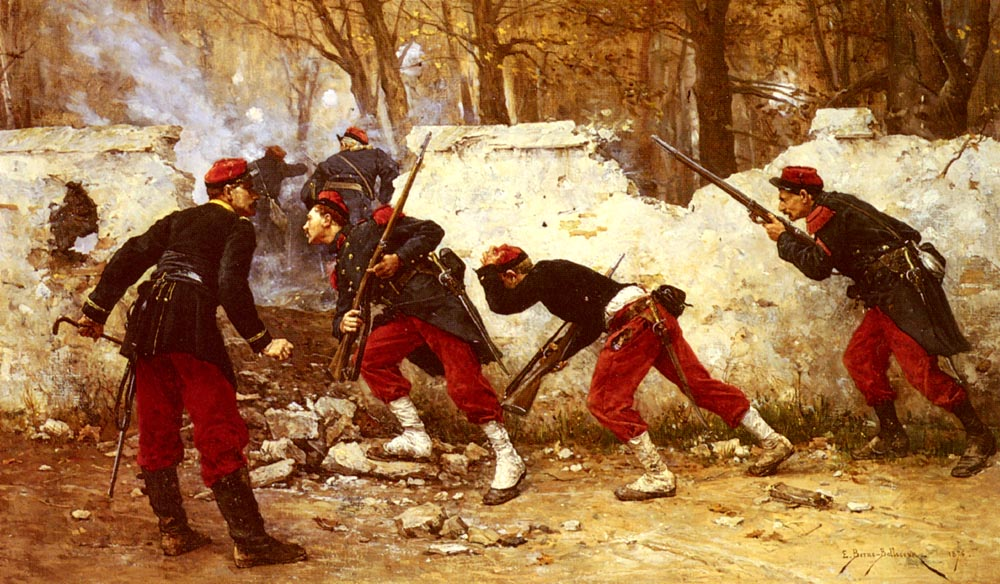
L'Attaque (1874), localisation inconnue.
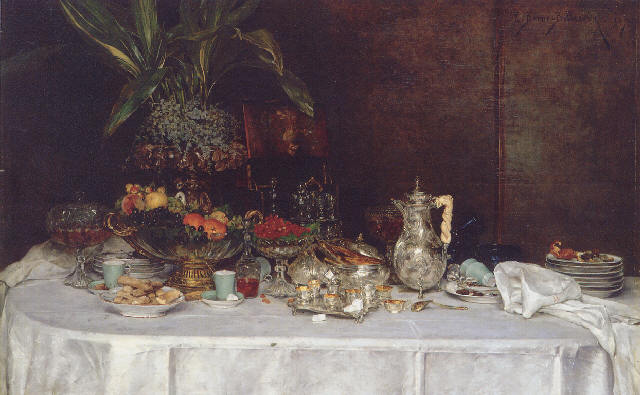
La desserte (1876), localisation inconnue.
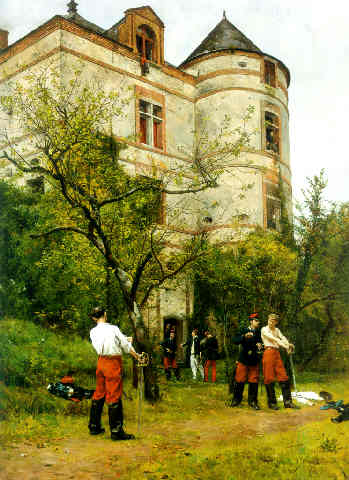
Sur le terrain de duel (1879), localisation inconnue.
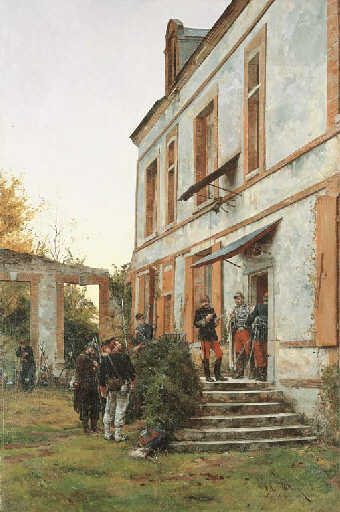
Soldats au repos (1883), localisation inconnue.
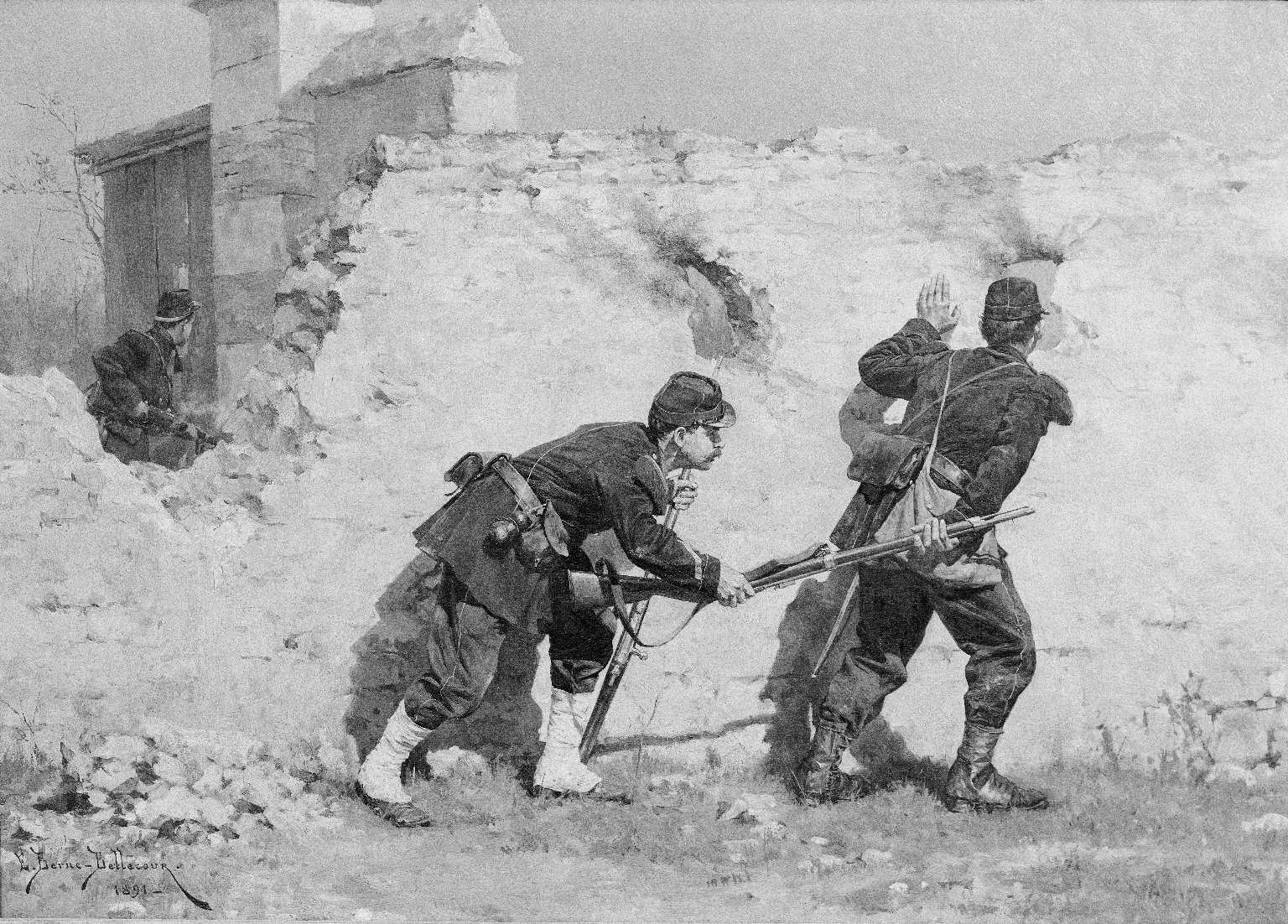
Piquets de garde (vers 1891), New York, Brooklyn Museum.
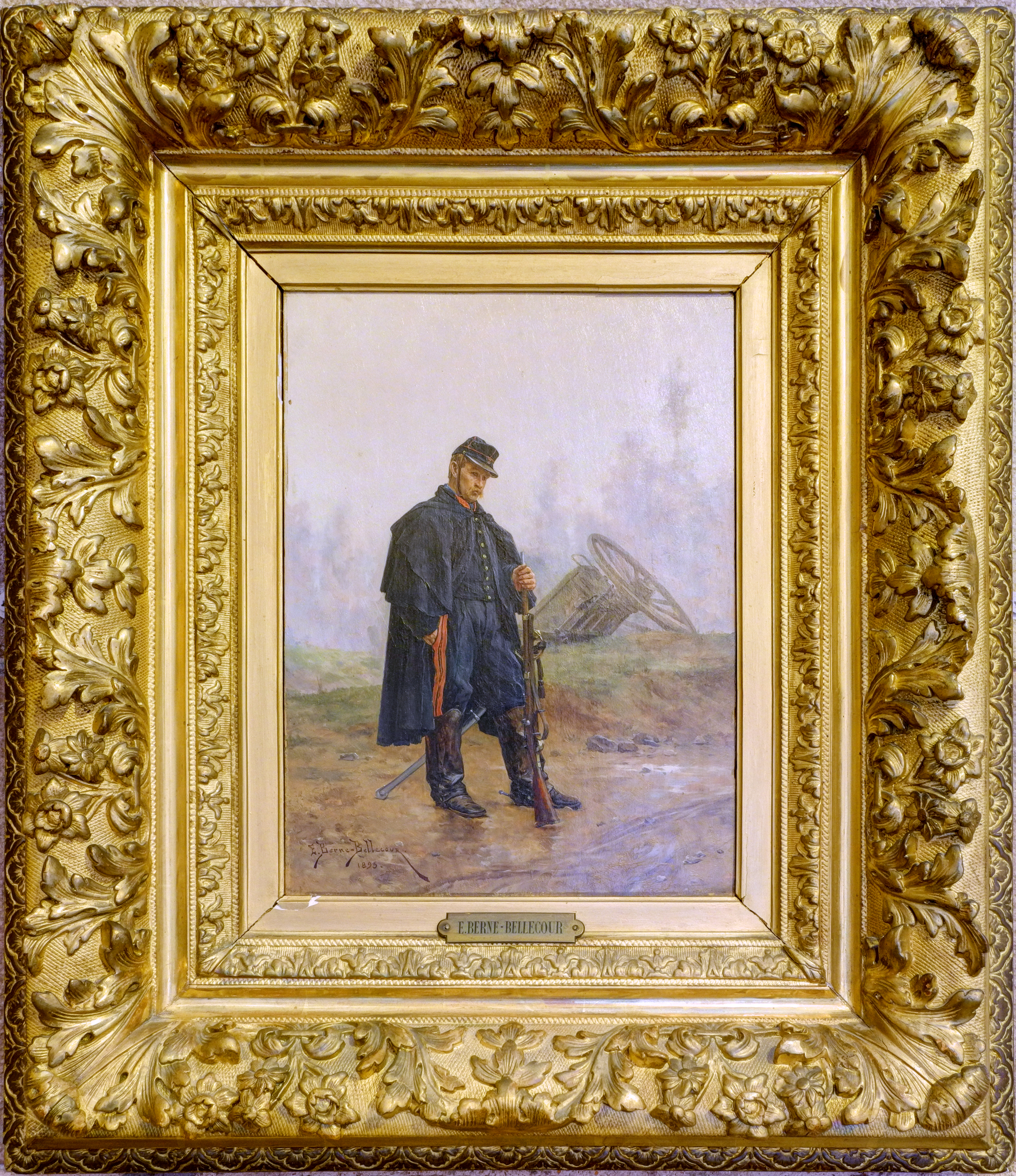
Artilleur à cheval en tenue de campagne (1893), Belfort, musée d'Histoire et d'Archéologie.
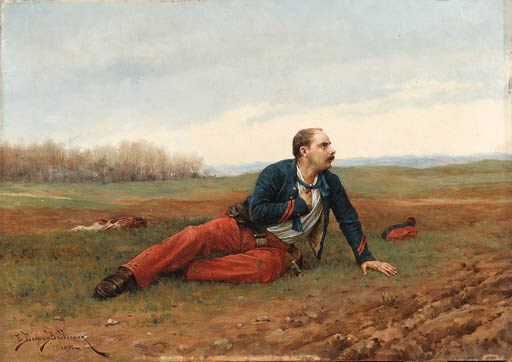
Pour son pays (1896), localisation inconnue.
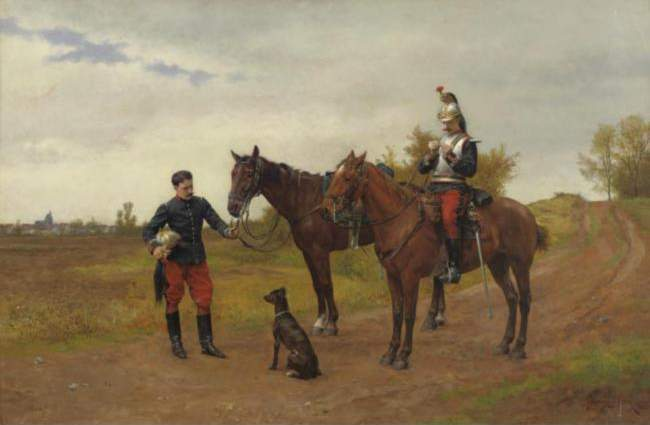
Un arrêt sur la route (1904), localisation inconnue.
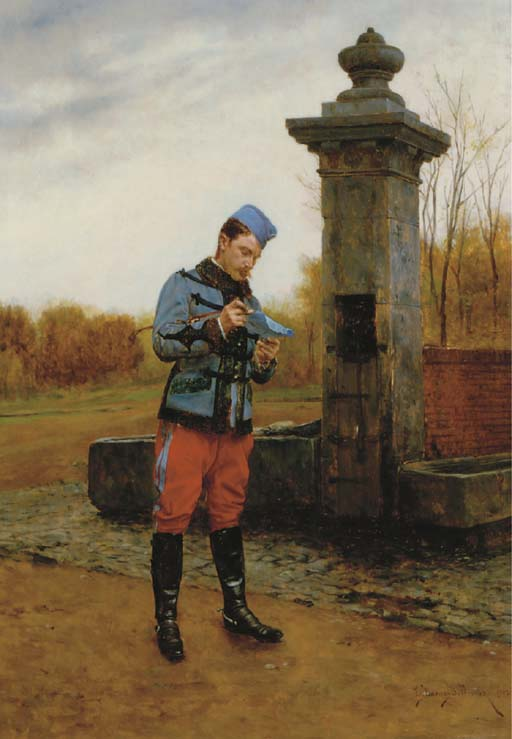
Une lettre de la maison (1905), localisation inconnue.
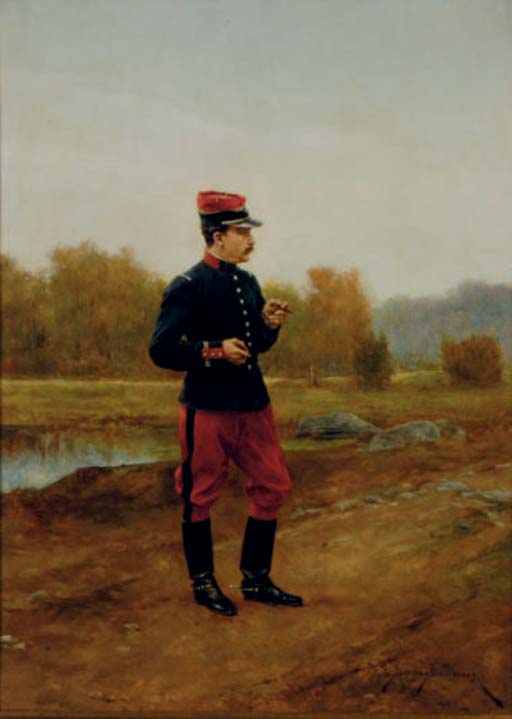
Un officier militaire français (1909), localisation inconnue.
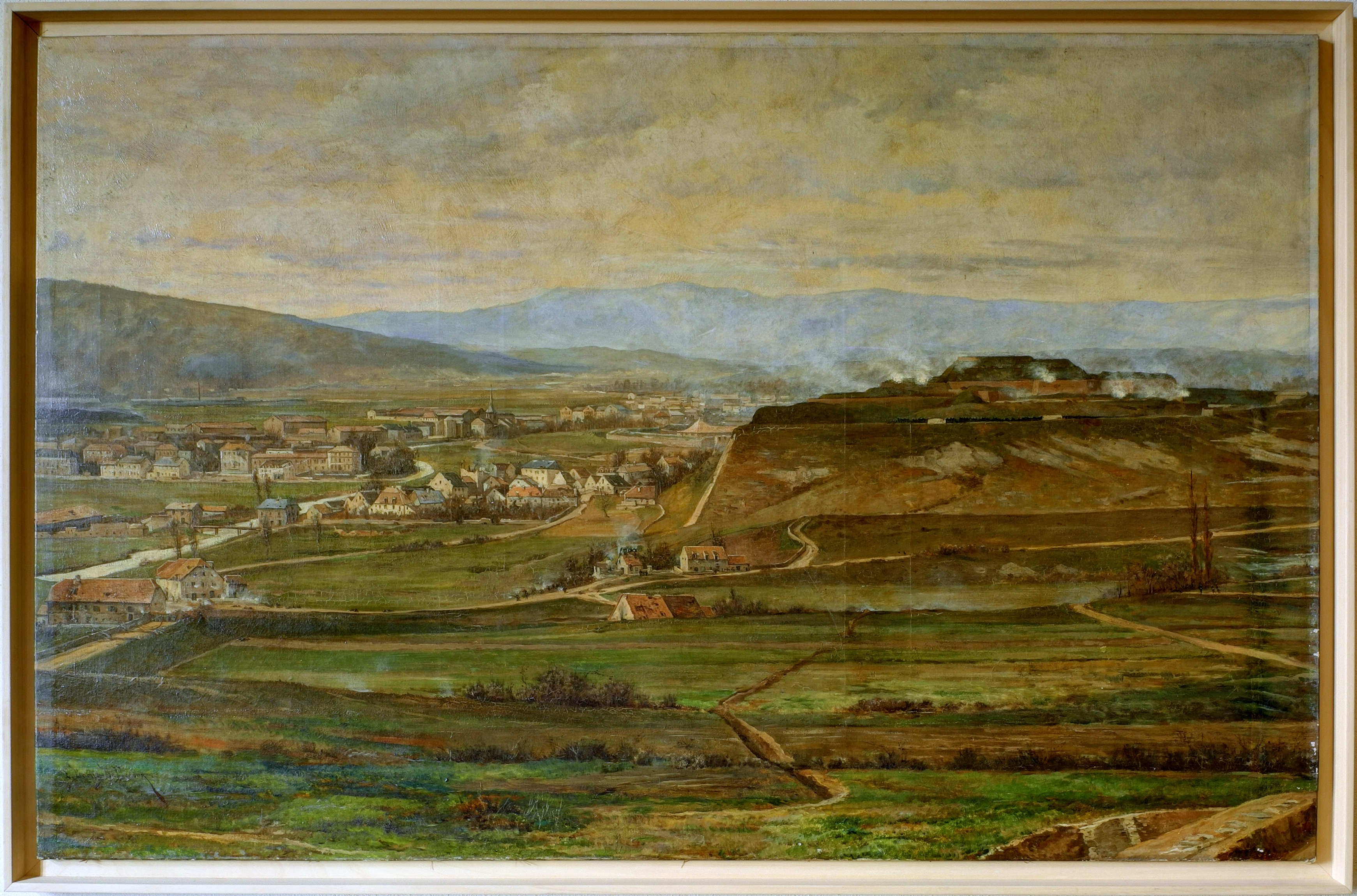
Étude pour le panorama du siège de Belfort, Belfort, musée d'Histoire et d'Archéologie.
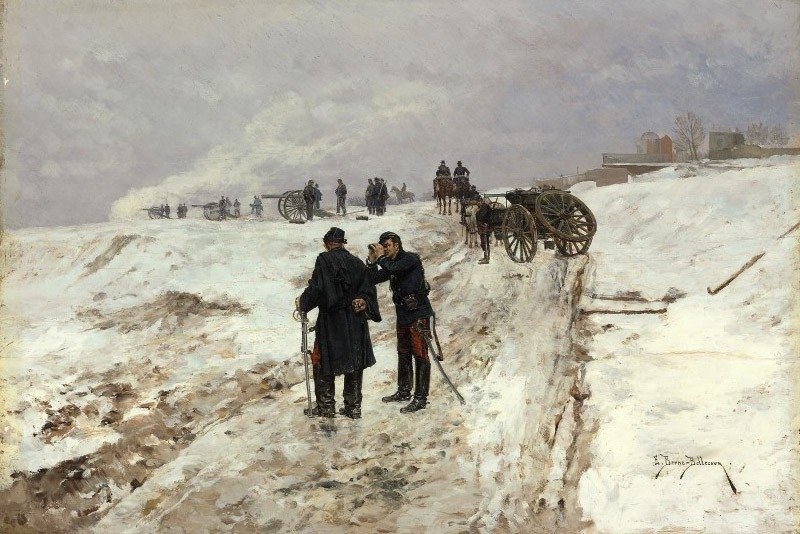
Un incident dans la guerre franco-prussienne, localisation inconnue.

## Élèves
- Eugène de Barberiis (1851-1937)
- Eugène Berthelon (1829-1916)